# École nationale supérieure d'art et de design de Nancy
Pour les articles homonymes, voir École des beaux-arts.
 (février 2020).
L'École nationale supérieure d'art et de design de Nancy (Ensad Nancy) est une école d'art créée à Nancy pendant la seconde moitié du XIXe siècle sous le nom d'École des beaux-arts de Nancy, qui faisait elle-même suite à l'école de peinture et de dessin de Nancy, elle-même héritière de l'Académie de peinture et de sculpture créée en 1702 par le duc Léopold de Lorraine.
Elle s'est inscrite dans la continuité du mouvement artistique resté dans la postérité sous le nom d'École de Nancy. Depuis le 1er janvier 2003, l'école a le statut d'établissement public national à caractère administratif placé sous la tutelle du ministère de la Culture. Elle participe du projet Artem.

## Présentation

### Historique
L'école est fondée en 1708 par les Ducs de Lorraine. À l'origine, l'histoire de l’École nationale supérieure d’art et de design de Nancy est ducale et académique. En effet, l'école puise ses origines dans l'Académie de peinture et de sculpture instituée en 1702 par Léopold 1er, duc de Lorraine, et rénovée par Stanislas, duc de Lorraine de 1737 à 1766.
En 1789, à la révolution française, cette ancienne académie est, comme d’autres, d’abord fermée et ensuite rouverte sous une forme qui l'annexe au musée de Nancy, et ceci jusqu’en 1870.
Entre 1846 et 1882, l'école aura le statut d’une école communale et ensuite celui d’une école municipale et régionale.
À la suite de la réception d'une pétition en 1887, les jeunes filles sont autorisées par le directeur Jules Larcher à suivre les cours de dessin afin de préparer les concours de l'enseignement du dessin dans les écoles primaires. Faute de place et de moyens, les cours à l'école sont décrétés mixtes. Ainsi, les jeunes filles profitent du même apprentissage que les garçons.
C'est en 1909, date de la construction du bâtiment du site de Boffrand à l'occasion de l'Exposition internationale de l'Est de la France qu'elle acquiert le statut d'école régionale des beaux-arts et des arts appliqués. De la belle époque, l'école a également hérité les 6 370 autochromes du fonds Gérardin.
En 1946, l'école accède au statut d'école nationale et passe sous l'égide de l’État.
Au vingtième siècle, le mouvement de l’École de Nancy sera influent dans les domaines des arts décoratifs et appliqués, tout comme la direction de l’établissement par Victor Prouvé de 1919 à 1940 sera déterminante (Victor Prouvé succède en 1904, en effet, à Émile Gallé à la présidence de l’École de Nancy, autrement connue comme Alliance provinciale des industries d’art).
En plus des distinctions classiques et historiques, comme les Prix de Rome (dont on peut facilement répertorier une quinzaine de lauréats depuis le XVIIIe siècle, dans les domaines de la peinture, de la sculpture et de l’architecture), l’école connaît un certain rayonnement à cette époque. Ainsi, elle contribue activement à la création de l’École d’art de Metz en 1951 et de l’École supérieure d’art d’Épinal en 1966.
En 1984, l'école est désignée comme établissement pilote par le Ministère de la Culture pour expérimenter la maquette pédagogique de ce qui sera le diplôme national supérieur d'expression plastique (DNSEP). L'école propose aujourd'hui des formations valant grade Licence et Master en Art, en Communication et en Design.
En 1999, l'école s’engage dans Artem, au cours des festivités nancéiennes marquant le centenaire du mouvement de l'École de Nancy. À l'instar de cet exemple historique, dans la continuité d'un rêve de modernité et d'un art nouveau, l'école fait le pari d’un projet d’avenir : projet d'enseignement et de recherche inter-et-trans-disciplinaires de matières souvent encore cloisonnées aujourd'hui – les arts, les sciences et le management.
En 2000, l'école accueille l'ANRT, Atelier national de recherche typographique, alors dirigée par Peter Keller.
Le 12 octobre 2013, la première pierre de la future École nationale supérieure d'art de Nancy imaginée par les architectes de l'agence Dietrich et Untertrifaller est posée.
L'École Offshore était un programme de niveau Post-master conduit par Paul Devautour et piloté par l'Ensad Nancy, en coopération avec l'Institut d'Art Visuel (SIVA) de Shanghai. Le programme était ouvert aux diplômés des écoles d'art françaises. De 2013 à 2020, elle était implantée à Shanghai. En 2020, la crise sanitaire a imposé la fermeture des frontières chinoises et l'École Offshore a fonctionné sur un mode hybride, à distance et sur le territoire eurorégional, de septembre 2020 à juin 2024, date à laquelle cette formation disparaît.
En 2016, l'école s'installe sur le Campus Artem. Les anciens locaux, laissés vacants, accueillent les élèves de l'école d'architecture le temps de travaux affectant leur propre campus, de 2017 à 2021. Leur transformation en hôtel de luxe est actée en conseil municipal en 2024.
En 2019, par une modification de décret, l'ENSA Nancy est désormais intitulée Ensad Nancy, École nationale supérieure d'art et de design.
En juillet 2021, le Ministère de la Culture crée par arrêté le DSA "Recherches typographiques", diplôme délivré par l'ANRT, Atelier national de recherche typographique.

### Alliance Artem
L'Ensad Nancy, Mines Nancy et ICN Business School constituent un réseau pédagogique, l'Alliance Artem, dont l’objectif premier est de développer une offre d'enseignement transdisciplinaire, reposant sur les compétences respectives et complémentaires des trois établissements (art et création, ingénierie des matériaux et de la production, management).
En septembre 2016, l'Ensad Nancy s'installe sur le campus Artem.

### Médiathèque Artem
L'école possède une bibliothèque contenant plus de 15 000 ouvrages et 46 abonnements à des revues françaises et internationales.
Depuis 2016, la bibliothèque a rejoint la médiathèque du campus Artem où elle partage et mutualise les services aux abonnés et les collections.

## Personnalités liées

### Artistes formés à l'Ensad Nancy
- Henri Bergé, illustrateur et dessinateur chez Daum avec Jacques Grüber et enseignant.
- Solange Bertrand, peintre, élève de Victor Prouvé dès 1934.
- Frédéric Boilet, auteur de bande dessinée, essayiste et photographe.
- Jules Cayette, ferronnier, bronzier, décorateur.
- Paul Colin, affichiste et peintre.
- Étienne Cournault, peintre cubiste.
- Charlélie Couture, artiste multi-cartes.
- Jules Criqui, architecte du diocèse de Nancy-Toul.
- Auguste Desch, peintre fauve.
- Claude Dubois, dessinateur de BD (Sylvain et Sylvette, Fripounet).
- Gilles Fabre, peintre.
- Alfred Finot, sculpteur de l'École de Nancy.
- Émile Friant peintre réaliste proche du mouvement Art nouveau de l'École de Nancy.
- Jochen Gerner, illustrateur, plasticien, auteur de bande-dessinée.
- Gaston Goor, peintre, illustrateur et sculpteur.
- Jacques Gruber, maître verrier et membre fondateur de l'École de Nancy.
- Georges Janin, peintre et maître verrier.
- André Lurçat, architecte.
- Jacques Majorelle, célèbre peintre de l'Atlas qui a laissé son nom au Bleu Majorelle.
- Françoise Malaprade, peintre[12].
- Camille Martin, peintre, relieur et graveur de l'Ecole de Nancy.
- Jean Morette, illustrateur des arts et traditions Lorraines, également élève de Jean Prouvé.
- Tom Novembre, chanteur et comédien.
- Patrick Parisot, designer concepteur, premier étudiant ayant participé aux échanges de Nancy et Kanazawa
- Claude Prouvé, architecte, fils de Jean Prouvé (architecte) et petit-fils de Victor Prouvé (peintre).
- Jame's Prunier, illustrateur et Peintre de l'Air.
- Paul Rémy, artiste peintre.
- Henri Richelet, peintre et plasticien.
- Charles Sellier, peintre.
- Lefred Thouron, dessinateur de presse.
- Eugène Vallin, architecte et ébéniste de l'École de Nancy.
- Léon Vautrin, architecte.
- Rose Wild, peintre et collaboratrice d'Émile Gallé.

### Directeurs et directrices de l'école
- Louis-Théodore Devilly, directeur de l'École au début du XXe siècle.
- Jules Larcher (1849-1920), directeur de l'École à la fin du XIXe siècle.
- Victor Prouvé, professeur de composition décorative puis directeur de 1919 à 1940.
- Henri Marchal, de 1940 à 1942
- Charles Mathonat, après la Seconde Guerre mondiale, de 1946 à 1960.
- Jean Moreau de 1960 à 1969.
- André Vahl est directeur intérimaire de 1969 à 1972 puis titulaire jusqu’en 1979.
- Jacques Braunstein de 1979 à 1989.
- Joël Gauvin de 1989 à 1995.
- Patrick Talbot de 1995 à 1999.
- Marc Thébault de 1999 à 2003.
- Antonio Guzman de 2003 à 2010[13].
- Christian Debize, de 2010 à 2019.
- Christelle Kirchstetter, de 2019[14] à 2024[15], est la première femme à diriger l'école.

### Professeurs
- Camille Hilaire, professeur de 1947 à 1958.
- Éric Poitevin.
- JacqOrlande Sinapi (1911-1989), professeur jusqu'en 1975.
- Robert Wogensky (1919-2019), professeur de 1950 à 1956.
- Brigitte Zieger.